# ماريتوبا
ماريتوبا هي بلدية في البرازيل، تتبع بارا، بلغ عدد سكانها 125٫435  نسمة، في 2016، تبلغ مساحتها 103٫279 كيلومتر مربع.

## الموقع
تشترك في الحدود مع:
- Benevides, Brazil [الإنجليزية]‏.